# Sylvie Baracat
Sylvie Baracat, née le 20 février 1965 à Paris, est un footballeuse internationale française. Elle évoluait au poste de défenseure.

## Carrière
En club, elle a joué l'ensemble de sa carrière au VGA Saint-Maur, de 1982 à 1994.
Elle a été sélectionnée 26 fois en équipe de France (dix matchs officiels et seize matches amicaux).